# Caecum rosanum
Caecum rosanum är en snäckart som beskrevs av Bartsch 1920. Caecum rosanum ingår i släktet Caecum och familjen Caecidae. Inga underarter finns listade i Catalogue of Life.